# Hispano-Argentina
La Hispano-Argentina fue una empresa argentina dedicada a la fabricación de automóviles, motores y armas de fuego radicada en la ciudad de Buenos Aires, Argentina, durante la primera mitad del siglo XX. Se estima que HAFDASA produjo más de 6000 motores gasoleros y nafteros. A pesar de estos esfuerzos, la empresa no pudo continuar sus actividades automotrices y se concentró, con mucho éxito, en la producción de material bélico hasta su cierre definitivo en 1953.

## Historia
En 1925 Carlos Ballester obtiene la licencia para representar en Argentina a la marca española Hispano-Suiza. En una primera etapa se importarían los vehículos, para luego fabricarlos en el país. Pocos años antes, Ballester junto a su socio Eugenio Molina, habían instalado una planta para la producción de armas automáticas. A fin de unificar la producción, se construye en Campichuelo al 250, del barrio de Caballito una planta de 5.000 m² equipada con la más alta tecnología disponible en ese momento. Se establece la sociedad Hispano Argentina Fábrica de Automóviles S.A. (HAFDASA), destinada a la producción de automóviles y motores Hispano Suiza, además de piezas y repuestos para esta y otras marcas de automóviles, camiones y ómnibus.
En principio se dedicaron a fabricar camiones y tractores, de uso civil y militar. También producían motores a gasolina y diésel para vehículos e instalaciones fijas, de diferentes potencias, fabricados completamente en Argentina, y en sus últimos años crearon varios prototipos de automóviles, en vista a su producción en serie. Sin embargo, la firma pasó a la historia por su incursión en las armas de fuego.
Además de la pistola en calibre .45 ACP que la hizo famosa, Ballester Molina también fabricó pistolas en calibre .22, carabinas y fusiles en varios calibres. No existen datos exactos, pero se estima que HAFDASA fabricó más de 100.000 armas, entre 80.000 y 90.000 pistolas calibre .45.

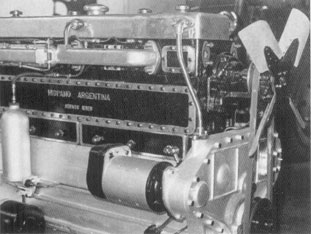
El Motor Criollo de Hispano-Argentina

## Principales productos

### Vehículos y motores
La firma comenzó fabricando camiones y motores, con todos los componentes producidos en el país. En el caso de los motores, todos sus componentes se construían en la fábrica: cigüeñales, bielas, pistones, etc. El único componente importado era la bomba inyectora (de la marca Bosch) de los motores diésel, las cuales eran importadas de Alemania.
Entre los automóviles fabricados se destaca el H6, que se convertiría en uno de los más famosos y avanzados de su tiempo. El motor poseía árbol de levas a la cabeza, un muy eficiente sistema de frenos con cuatro tambores y servofreno, cuya patente fue aplicada por famosas marcas europeas como Rolls Royce. Se estima que se construyeron unas 200 unidades de la versión local.
En 1933 salen de la planta los primeros motores de gasolina destinados fundamentalmente a equipar vehículos de transporte de cargas y de pasajeros de diversas marcas.
A mediados de la década de 1930, el Ing. Carlos Ballester Molina, hijo de Don Carlos, comienza a desarrollar un motor de ciclo Diesel de altas prestaciones, presentando tiempo después tres prototipos del motor que sería conocido como Motor Criollo. Las versiones eran:
- D1, cuatro cilindros y 75 Hp
- D2, seis cilindros y 95 Hp
- D3, seis cilindros y 150 Hp.

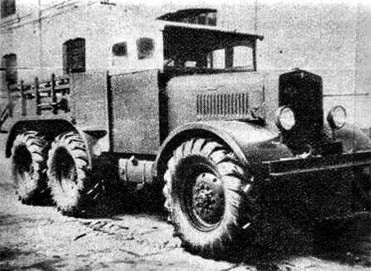
Camión "Criollo" 6x6 de Hispano-Argentina

Los bloques de cilindros eran de fundición en una sola pieza. La refrigeración se realizaba mediante camisas postizas centrifugadas. La culata, construidas en una aleación desarrollada por Ballester Molina, era de dos piezas en el D1 y de tres piezas en los D2 y D3. La inyección era de tipo indirecta y se realizaba en una cámara de pre-combustión, siendo la bomba inyectora importada de Alemania. La versión D1 tenía un cigüeñal de cinco bancadas, teniendo las versiones de 6 cilindros cigüeñales de siete bancadas, siendo las bielas de tipo tubular de acero al cromo-níquel. Los pistones de seis aros estaban realizados en aleación liviana. Las tres versiones disponían de válvulas a la cabeza accionadas por varillas y balancines a través de un árbol de levas situado en el cárter. El motor "Criollo" tuvo una rápida aceptación, debido al bajo consumo y mantenimiento, siendo muy usado en vehículos de carga, sobre todo en los de más de cuatro toneladas. Debido a su éxito, la firma amplió sus actividades, y comenzaron a fabricar chasis y carrocerías para ómnibus y camiones, abasteciendo al Ejército Argentino con vehículos blindados, además del camión Criollo Chico 4 x 4 (con el motor D2) y Criollo Grande 6 x 6 (con el motor D3). El Criollo Grande se utilizaba para remolcar piezas de artillería de 155 mm.

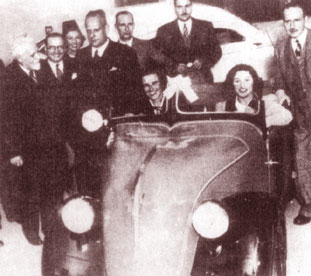
Hispano-Argentina PBT

Durante le desarrollo del motor Criollo, la firma construyó un prototipo de vehículo con un chasis de camión alivianado. En 1939 Molina estableció una marca, utilizando este prototipo, al recorrer 1.200 kilómetros a un promedio de 135 km/h, llegando en algunos tramos a 170 km/h. No existen cifras oficiales, pero se estima que la producción de motores superó las 6000 unidades. Los últimos bajo licencia Lycoming, que en un principio se importaban de los Estados Unidos. A pesar de estos esfuerzos, la empresa no pudo continuar sus actividades automotrices y se concentró, con mucho éxito, en la producción de material bélico hasta su cierre definitivo.

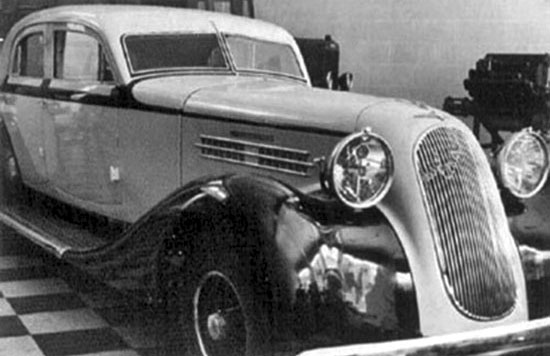
Hispano-Argentina 4 cilindros

En 1939 se lanza un pequeño vehículo, destinado a desarrollar el mercado argentino:el P.B.T. Se trataba de un automóvil descapotable de dos plazas, propulsado por un motor delantero, refrigerado por aire, de 550 cm³, tenía pistones de aluminio con las bielas montadas sobre rodillos y el cigüeñalmontado sobre cojinetes, formando un solo bloque con la caja de velocidades. Se vendió a 2.000 pesos, lo que lo hizo muy popular, y en pocos días vendió 33 ejemplares, una cantidad importante para la época. El inicio de la Segunda Guerra Mundial privó a la empresa de componentes y partes indispensables para la producción, por lo que debió cesar la fabricación al poco tiempo de iniciada. También se canceló el desarrollo de prototipos destinados al mercado de gama alta, para un público de alto poder adquisitivo. Estaban basados en modelos de Hispano Suiza de los años '30 y fueron desarrollados por el ingeniero Ballester Molina.

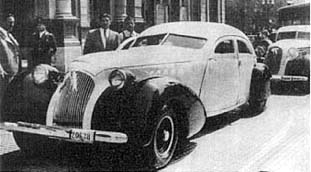
Hispano-Argentina "El Redondo"

Estaban motorizados por el "Motor Criollo" en versiones de cuatro y seis cilindros y compartían el mismo chasis. Las carrocerías fueron hechas por el experimentado carrocero Fortunato Francone, utilizando en algunos casos, componentes de vehículos Hispano Suizo como los faros Marchal en el modelo más chico. 
El vehículo más grande poseía una avanzada línea aerodinámica, con un parabrisas muy inclinado, ventanillas de baja altura y un techo curvado; fue llamado "El Redondo”. No poseía estribos y los guardabarros, de grandes dimensiones, estaban pintados de un color distinto a la carrocería. Estos modelos recibieron gran atención al ser presentados oficialmente en la Casa de Gobierno, ante el vicepresidente de la Nación, el Dr. Ramón S. Castillo.

### Armas de Fuego

#### Pistola Ballester-Molina Calibre .45

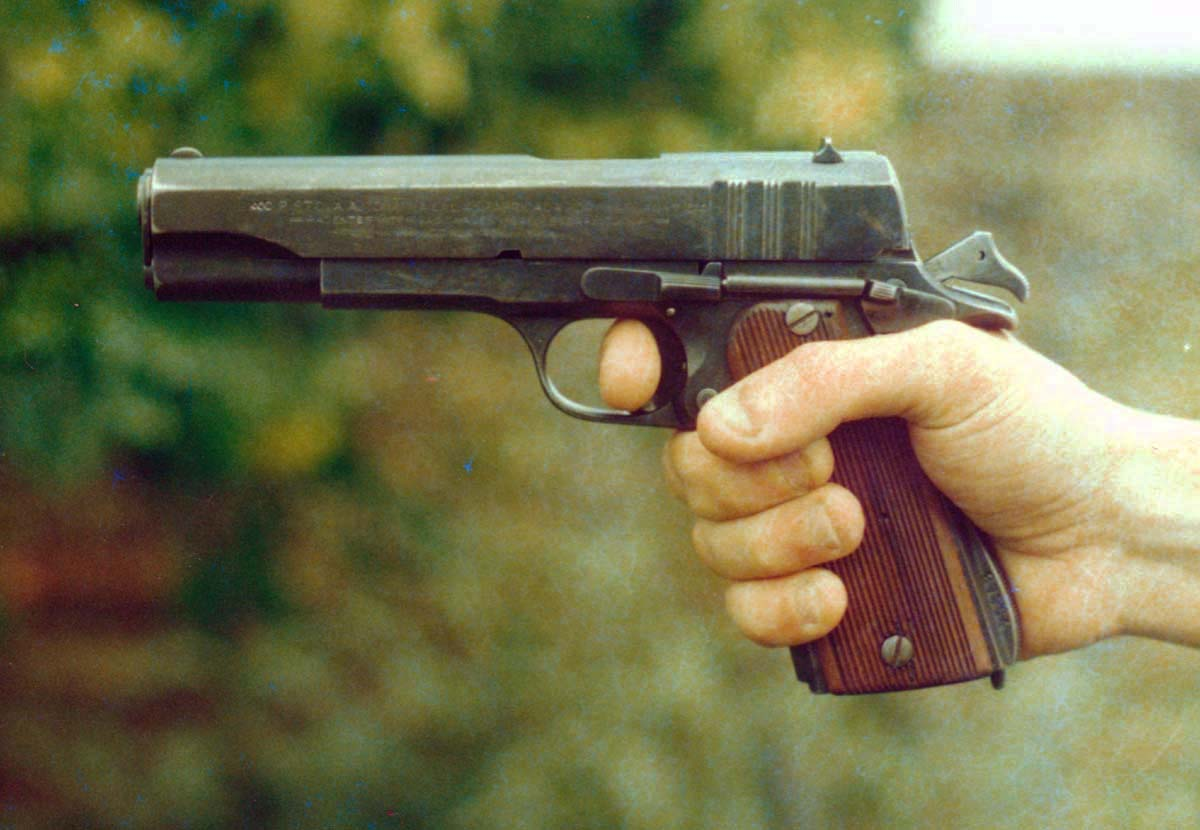
La pistola Ballester-Molina, en .45 ACP.

Con la intención de proveer al Ejército Argentino, Gendarmería Nacional, Prefectura Naval Argentina y Policías Federal y provinciales de un arma más económica que la Sistema Colt Modelo 1927, copia bajo licencia hecha en el país de la Colt M1911A1, en el año 1937 comenzaron a fabricar un modelo de pistola semiautomática con la marca "Ballester-Rigaud" primero, desde 1938 hasta 1940, y luego "Ballester-Molina", para el cartucho .45 ACP (llamado también en Argentina "11,25x23mm"). Esta pistola estaba basada en diseños españoles de las firmas Llama y Star de los años 1920, y a pedido de la Dirección General de Material del Ejército (DGME) los cargadores y cañones eran compatibles e intercambiables con los de la Colt M1911A1, reglamentaria en el Ejército Argentino en ese entonces. Durante la Segunda Guerra Mundial el gobierno británico compró unas 10.000 pistolas Ballester-Molina que fueron entregadas al SOE, un grupo de élite que operaba en forma clandestina detrás de las líneas enemigas. Se reconoce a estas pistolas por llevar la letra "B" mayúscula estampada antecediendo a su número de serie, siendo el consenso general que los números de serie de los lotes enviados a Gran Bretaña partían desde la 12.000 hasta la 21.000. También se exportaron pistolas a Bolivia, Colombia, Ecuador, Perú, Uruguay y Venezuela. Hasta la adopción de la Pistola Browning HP estas armas fueron reglamentarias en el Ejército Argentino y fuerzas de Seguridad como Gendarmería.
Esta pistola se fabricó también para el cartucho .22 Long Rifle, utilizando el mismo sistema de la Colt "Ace". Existe una variante de ésta, con alza regulable denominada "Campeón", la cual se fabricó con tres largos de cañón, siendo ejemplares muy raros, incluso en Argentina, y muy buscados por los coleccionistas.

#### Subfusil Hafdasa C-4
El Hafdasa C-4 es un subfusil de origen argentino, fabricado por HAFDASA en los calibres 9 mm y 11,43 mm. La mitad inferior de su cajón de mecanismos es de aluminio, siendo alimentado mediante un cargador recto de gran capacidad (50 balas 9 x 19 Parabellum y 40 balas .45 ACP).El brocal del cargador tiene una cubierta protectora que se abre hacia adelante y forma una agarradera que rodea la parte delantera de los cargadores. El C-4 estaba disponible con culata fija de madera, culata metálica plegable, culata y guardamanos de metal moldeado, así como una pistola ametralladora sin culata (diseñada originalmente para tripulantes de tanques).

#### Otras armas
HAFDASA creó varios modelos de subfusiles, en calibres 9 mm y 11,43 mm. Uno de ellos era similar al Sten inglés y había sido adoptado por el Ejército Argentino, pero razones políticas impidieron que la operación se concretara. También se fabricó una pistola en calibre 5,5 mm de pequeñas dimensiones. A fines de los '40 se habrían fabricado varios ejemplares del fusil Garand M1, a nivel de prototipo, en vistas a su posible adopción por las Fuerzas Armadas de Argentina. Otro producto de HAFDASA para las Fuerzas Armadas fue una pistola de bengalas.